# Zoran Galović
Zoran Galović (ur. 14 września 1967) – zapaśnik socjalistycznej, a potem federalnej republiki Jugosławii, walczący w stylu klasycznym. Dwukrotny olimpijczyk. Jedenasty w Barcelonie 1992 i odpadł w eliminacjach w Seulu 1988. Walczył w kategorii 57 kg.
Piąty na mistrzostwach świata w 1991. Czwarty na mistrzostwach Europy w 1991 i 1992. Czwarty na igrzyskach śródziemnomorskich w 1997 roku.